# Raze branhiostege

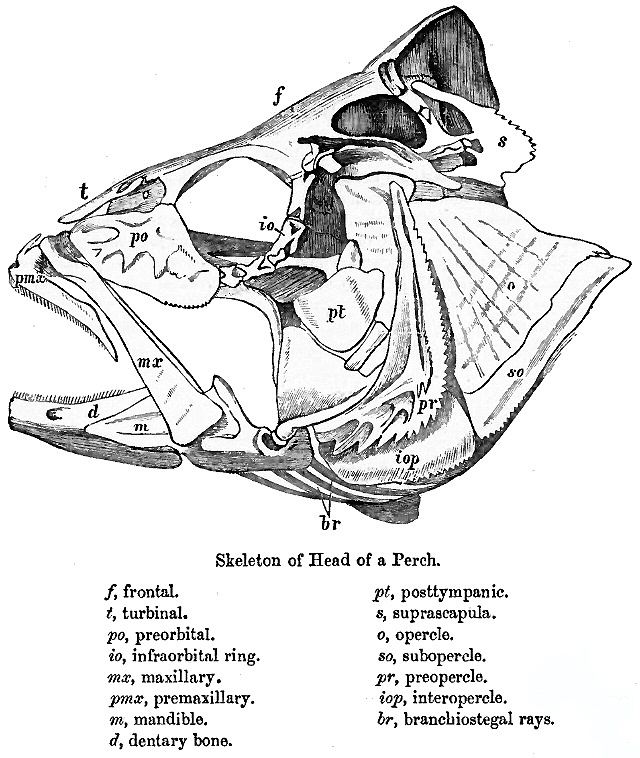
Craniul peștilor teleosteeni, br - raze branhiostege

Razele branhiostege (din franceză rayon branchiostège sau latina radius branchiostegi, plural radii branchiostegi) sau radiile branhiostegale (din engleză branchiostegal ray sau germana Branchiostegalstrahlen) sunt niște baghete sau lame osoase sau cartilaginoase, care se găsesc la marginea inferioară a operculului la peștii actinopterigieni. Termenul branhiosteg derivă din greaca branchia = branhie + stegē, stegos = acoperiș; placă de acoperire, adică acoperișul branhiei (operculul)

## Descrierea
Razele branhiostege se găsesc la marginea inferioară a operculului la peștii actinopterigieni (inclusiv și la cei teleosteeni).  Aceste radii se leagă de arcul hioid,  fapt care face ca această membrană branhială să se bucure de o mare mobilitate.  Radiile branhiostege au o formă variată, de obicei sunt turtite,  înguste și lungi, asemănătoare cu coastele. Ele se articulează anterior cu oasele arcului hioid și anume cu epihialul și/sau ceratohialul, apoi se îndreptate dinainte înapoi și se suprapun cu capetele lor inferioare. Razele branhiostege se află  în grosimea membranei branhială (numită și membrană branhiostegală) pe care o  susțin. Membrana branhială este o cută  de  piele ce tivește marginea inferioară a operculului, situată în continuarea pielii care acoperă operculul.

## Rolul
Membrana branhială și razele branhiostege formează aparatul branhiosteg care este o continuare a operculului pe partea ventrală și participă cu el în actul respirației. Mecanismul respirației la pești constă din mai multe faze consecutive: peștele inspiră apa prin gură, pereții cavității bucale și branhiale se bombează, iar membrana branhiostegală, care tivește operculul, se alipește de corp, jucând deci rolul unei supape de închidere.
Numărul radiilor branhiostege constituie un caracter taxonomic pentru pești și este foarte variabil, până la 50 la actinopterigieni (absente la crosopterigieni), dar constant în cadrul speciei și chiar a unităților taxonomice superioare.

## Evoluția
În cursul evoluției pe fața inferioară a capului, se dezvoltă câteva oase de membrană. La sarcopterigieni (axonopterigieni) acestea se numesc plăci gulare. La actinopterigieni, plăcile gulare laterale se transformă în numeroase lame osoase înguste și lungi, numite raze branhiostege, îndreptate dinainte înapoi și cuprinse între cele două opercule.

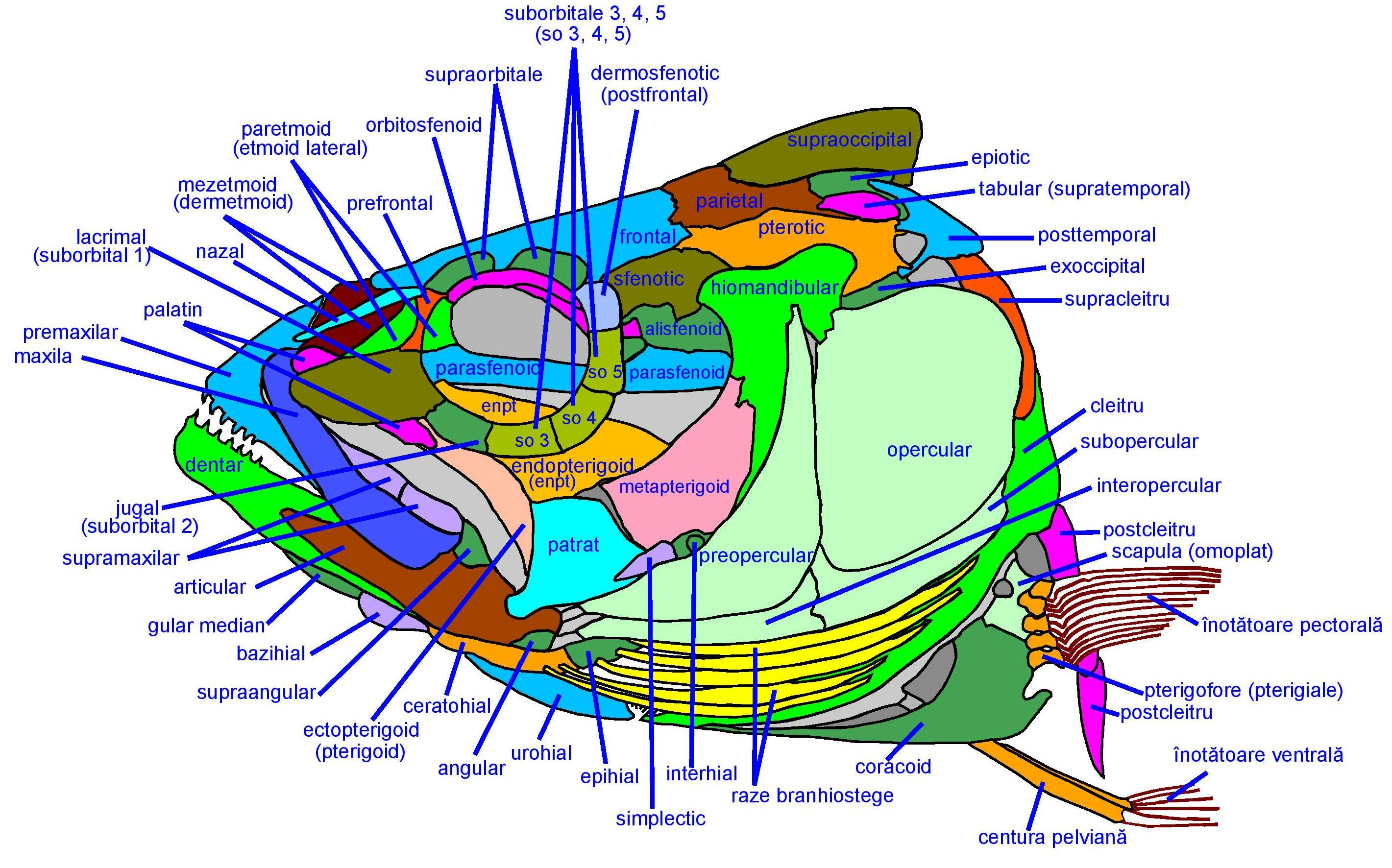
Oasele craniului peștilor teleosteeni